# Mark King (Musiker)

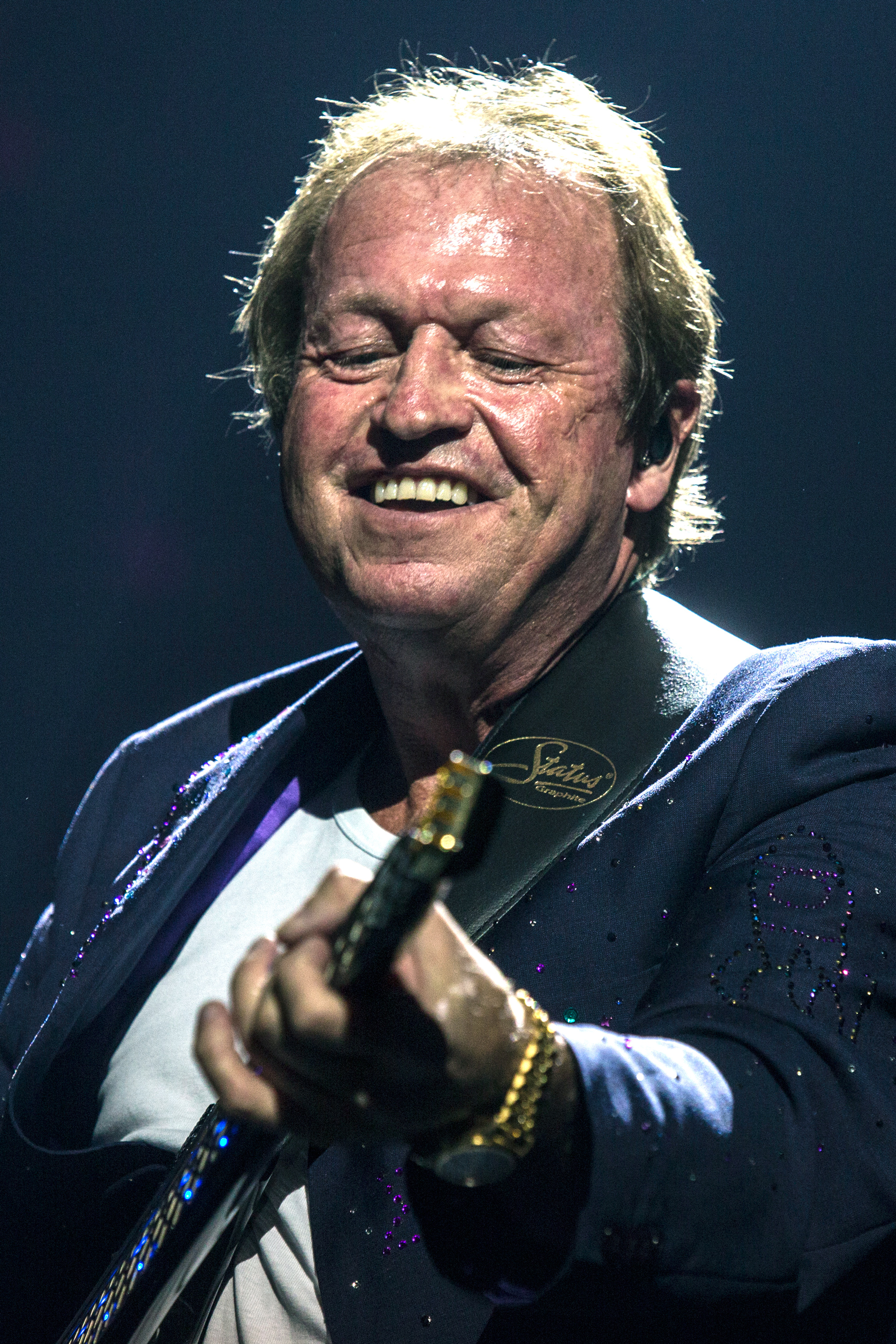
Mark King (2013)

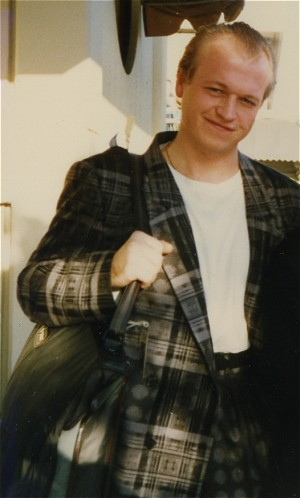
Mark King in San Francisco, 1986

Mark King (* 20. Oktober 1958 in Cowes, Isle of Wight) ist ein britischer Musiker. Er ist Funk-Bassist und Sänger der Musikgruppe Level 42, seit 2017 auch Bassist der Gruppe Gizmodrome. Sein Funk-Stil ist durch eine nach vorne treibende Slaptechnik geprägt.

## Leben und Karriere
King fing mit neun Jahren an Schlagzeug zu spielen, bis er mit 19 Jahren den Bass für sich entdeckte. In kürzester Zeit lernte er den Bass zu spielen und gründete 1980 die Band Level 42 zusammen mit den Brüdern Boon Gould und Phil Gould sowie dem Keyboarder Mike Lindup.
Mark King wurde von Musikern wie Stanley Clarke, Miles Davis und John McLaughlin beeinflusst.
Für zahlreiche Produktionen anderer Künstler wurde und wird King als Gastmusiker engagiert. 2010 nahm er an der Prince’s Trust Rockgala unter anderem mit Eric Clapton, Phil Collins und Jools Holland teil.

## Diskographie
Alben
- Influences (Polygram/1984)
- One Man (Eagle Records/1998)
- Trash (DFP-Music/1999)
- Live at the Jazz Cafe (DFP-Music/1999) (live)
- Live on the Isle of Wight (DFP-Music/2000) (live)

Singles
- I Feel Free (Polygram/1984)
- Bitter Moon (Eagle Records/1998)